# Fanil' Sungatulin
Fanil' Ramaevič Sungatulin (in russo Фаниль Рамаевич Сунгатулин?; Jarkovo, 24 dicembre 2001) è un calciatore russo, centrocampista dell'Ural.

## Carriera

### Club
Cresciuto nel settore giovanile dello Spartak Mosca, esordisce in prima squadra il 21 maggio 2022, disputando l'incontro di Prem'er-Liga perso per 2-1 contro il Chimki. Nel 2022 viene ceduto in prestito all'Ural.

### Nazionale
Ha rappresentato le nazionali giovanili russe Under-15, Under-16 ed Under-17.

## Statistiche

### Presenze e reti nei club
Statistiche aggiornate al 6 agosto 2022.
| Stagione        | Squadra         | Campionato      | Campionato | Campionato | Coppe nazionali | Coppe nazionali | Coppe nazionali | Coppe continentali | Coppe continentali | Coppe continentali | Altre coppe | Altre coppe | Altre coppe | Totale | Totale |
| Stagione        | Squadra         | Comp            | Pres       | Reti       | Comp            | Pres            | Reti            | Comp               | Pres               | Reti               | Comp        | Pres        | Reti        | Pres   | Reti   |
| --------------- | --------------- | --------------- | ---------- | ---------- | --------------- | --------------- | --------------- | ------------------ | ------------------ | ------------------ | ----------- | ----------- | ----------- | ------ | ------ |
| 2018-2019       | Spartak-2 Mosca | 1D              | 1          | 0          |                 | -               | -               |                    | -                  | -                  |             | -           | -           | 1      | 0      |
| 2020-2021       | Spartak-2 Mosca | 1D              | 16         | 0          |                 | -               | -               |                    | -                  | -                  |             | -           | -           | 16     | 0      |
| 2021-2022       | Spartak-2 Mosca | 1D              | 32         | 1          |                 | -               | -               |                    | -                  | -                  |             | -           | -           | 32     | 1      |
| 2021-2022       | Spartak Mosca   | PL              | 1          | 0          | CR              | 0               | 0               | UEL                | 0                  | 0                  |             | -           | -           | 1      | 0      |
| 2022-2023       | Ural            | PL              | 4          | 0          | CR              | 0               | 0               |                    | -                  | -                  |             | -           | -           | 4      | 0      |
| Totale carriera | Totale carriera | Totale carriera | 54         | 1          |                 | 0               | 0               |                    | 0                  | 0                  |             | -           | -           | 54     | 1      |